# Institut français du caoutchouc
L'Institut français du caoutchouc (IFC) a été créé en 1934 par le financier Philippe Langlois-Berthelot (VIIIe siège au Conseil général de la Banque de France de 1946 à 1968) et le chimiste Charles Dufraisse.
Son objectif est de répondre aux besoins des planteurs français sur les plantations et de promouvoir le caoutchouc naturel. Il était relié à un centre de recherche, l'IRCI (Institut de recherche sur le caoutchouc en Indochine), puis l'IRCA (Institut de recherche sur le caoutchouc en Afrique). En 1956, l'IFC devient l'Institut de recherches sur le caoutchouc.